# Підстароста
Підстароста (пол. Podstarości, лат. vicecapitaneus) — уряд (посада) в Республіці Обох Націй (Першій Речі Посполитій) та Великому князівстві Литовському. Був заступником і намісником старости, якого староста сам обирав і затверджував. Мав частину прав старости і міг заміняти його на міських зібраннях.
Посада підстарости виникла внаслідок розвитку урядової ієрархії, у ході чого старостинські уряди були розширені, а в них виникли нові посади. Поряд із старостою підстароста був наділений широким колом адміністративно-судових, військових і господарських повноважень. Під присудом та військовим керівництвом старостинських урядів було, як правило, нешляхетське населення українських повітів (а на Поділлі — також і шляхта). У присутності підстарости як законного представника держави здійснювалась основна маса правових актів купівлі-продажу землі, рухомого і нерухомого майна, проводилися введення у володіння землею, розгляд судових справ і виконання рішень суду, відшкодування збитків, складалися відповідні записи в замкових книгах та видавались офіційні виписи з останніх. Підстарости і їхні намісники контролювали збір і доставку в казну державних податків, видавали дозволи й регламентували функціонування відповідних промислів (винокуріння, пивоваріння, сичення меду та ін.). Слідкувати за правопорядком у містах і сільській місцевості, регламентували повітову торгівлю. Підстароста поряд із старостою виступав на чолі повітового ополчення, відав питаннями оборони українських замків, організації сторожі замкової та польної. Старостинські адміністрації загалом, як і підстарости зокрема, утримувалися за рахунок оподаткування підвладного населення, збору торгового мита, корчмових податків, оренди, оплати їхньої адміністративно-судової діяльності (пересуди, вини, децьковання та ін.), а також різноманітних спорадичних надходжень (полюддя, в'їзд, весільна «куниця», «потуремне», «від полонених», «обістка» від козаків, дари від купців, святкові колядки (подарунки) під час релігійних свят тощо).